# Rozmowy o Biblii
Rozmowy o Biblii – książka autorstwa Anny Świderkówny z 1994.

## Treść
Autorka prowadziła wykłady biblijne na Uniwersytecie Warszawskim i w warszawskich kościołach. Zamysł napisania książki powstał u niej po zamówieniu u autorki serii artykułów dotyczących Biblii przez redakcję magazynu historycznego Mówią Wieki. Artykuły te były punktem wyjścia do napisania dzieła, które w zamyśle miało ułatwić czytającym odbiór Biblii (sama autorka napisała, że książka ma formę przechadzki po różnych księgach biblijnych i różnych stuleciach). Świderkówna zajęła się przede wszystkim księgami Starego Testamentu, jako nastręczającym według niej największych trudności poznawczych współczesnemu czytelnikowi. Ukazała powiązania między nimi oraz interpretacje nowotestamentowe. Ostatni rozdział, Od ewangelii do Ewangelii, stanowić ma bramę wiodącą do Nowego Testamentu. Autorka pragnęła sprowokować czytelników i zachęcić ich do samodzielnego myślenia.

## Nagrody
Książka otrzymała:
- nagrodę Warszawska Premiera Literacka (1994),
- nagrodę im. Włodzimierza Pietrzaka (1995)[1].